# Cot Perahu
Cot Perahu är ett berg i Indonesien.   Det ligger i provinsen Aceh, i den västra delen av landet, 1 800 km nordväst om huvudstaden Jakarta. Toppen på Cot Perahu är 262 meter över havet.
Terrängen runt Cot Perahu är varierad. Runt Cot Perahu är det glesbefolkat, med 19 invånare per kvadratkilometer. I omgivningarna runt Cot Perahu växer i huvudsak städsegrön lövskog.